# Ländtor

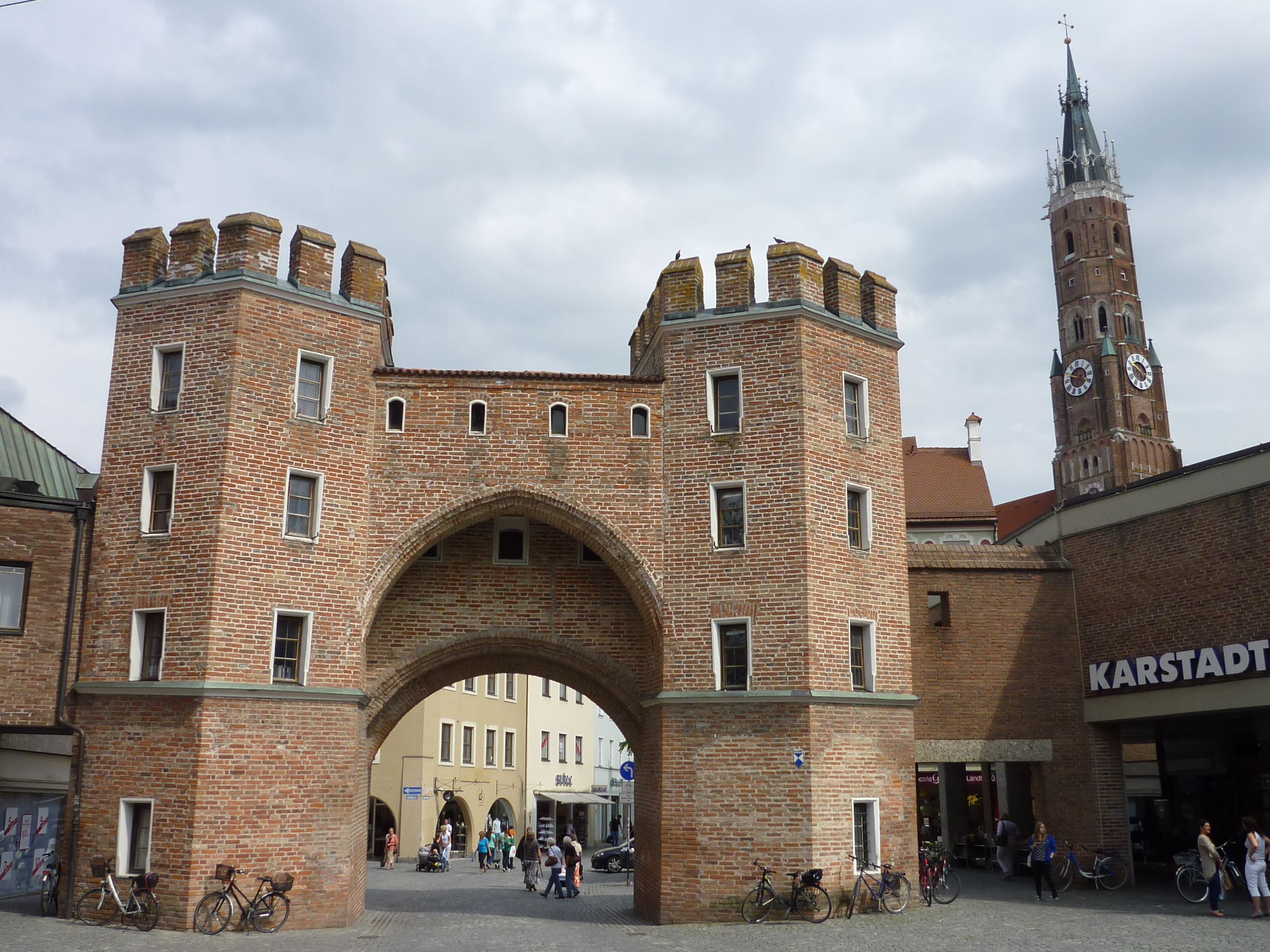
Ländtor von stadtauswärts, im Hintergrund die Martinskirche

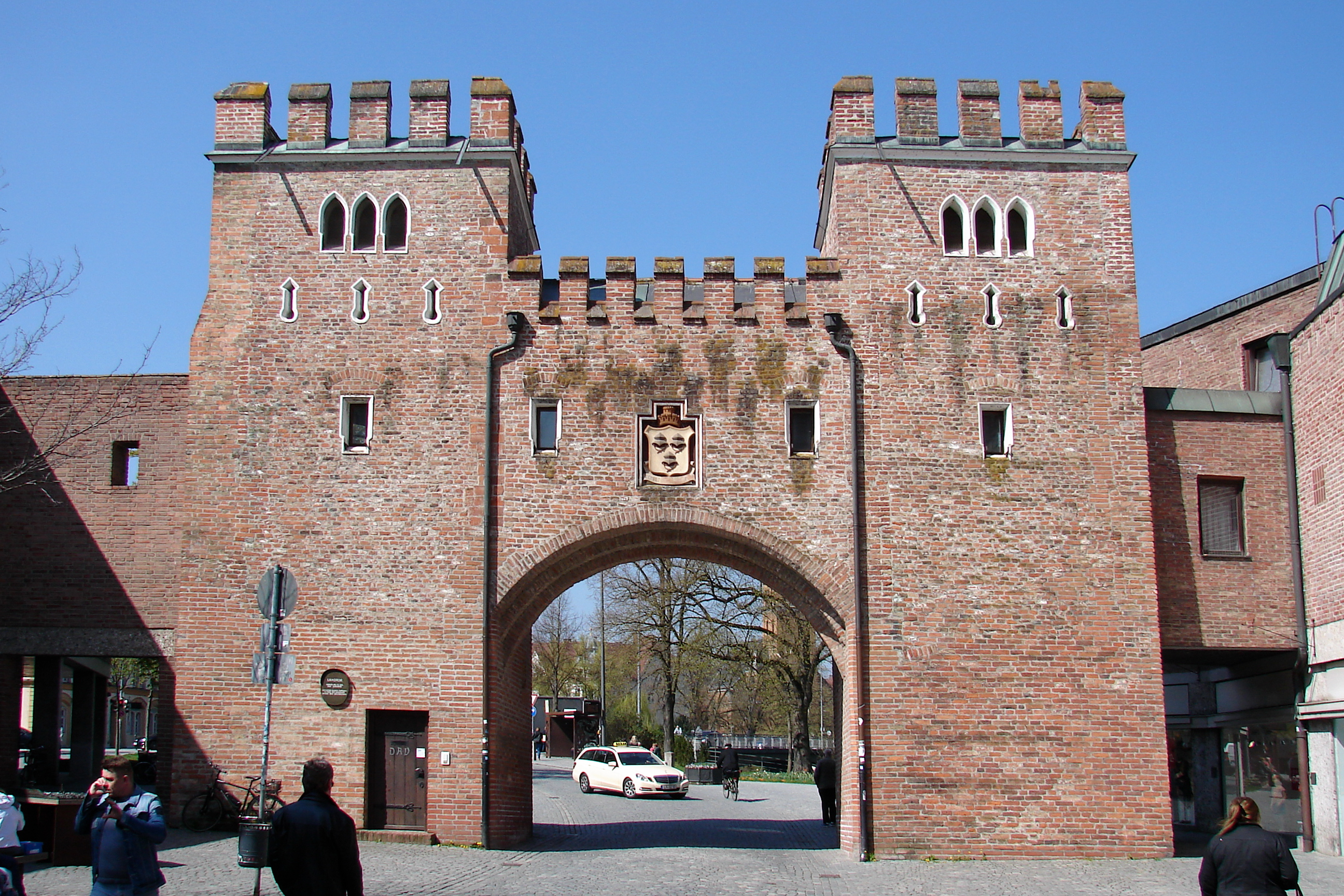
Ansicht von der Stadtseite

Das Ländtor ist das größere der beiden erhaltenen Stadttore in Landshut, das kleinere ist das Burghauser Tor. Das Ländtor wurde im 13. Jahrhundert als eines von acht Toren der Stadtmauer erbaut. Im Gegensatz zu den anderen Toren hatte das Ländtor einen Zwinger.

## Beschreibung
Die beiden erhaltenen Flankentürme mit dem Rest eines Wehrganges waren das Außentor des Zwingers; der Torturm befand sich stadteinwärts in der Häuserflucht der Ländgasse und wurde bei der Erweiterung der Theaterstraße 1852 abgebrochen.
Der Name Ländtor bezog sich auf die Lände, dem Anlandeplatz der Flößer an der Isar aus dem bayerischen Oberland. Der Ländtorplatz liegt zwischen dem Tor und der Isar.
Über dem Durchgang befindet sich auf der Seite zur Stadt das Landshuter Stadtwappen. 